# Vaccinium vonroemeri
Vaccinium vonroemeri är en ljungväxtart som beskrevs av Koorders. Vaccinium vonroemeri ingår i Blåbärssläktet, och familjen ljungväxter. Inga underarter finns listade i Catalogue of Life.